# Shane Bitney Crone
Shane Bitney Crone (Kalispell, 19 december 1985) is een Amerikaanse filmproducent en een schrijver, redevoerder en pleiter voor gelijke rechten van lesbische vrouwen, homoseksuele mannen, biseksuelen en transgenders (LHBT's).

## Jeugd
Crone werd geboren in Kalispell in de Amerikaanse staat Montana en verhuisde na de succesvolle beëindiging van zijn opleiding naar Los Angeles in Californië. 

## "It Could Happen to You"
Crone haalde in mei 2012 het nieuws toen hij een video op YouTube plaatste met de titel "It Could Happen to You", waarin hij de tragische gebeurtenissen na de onverwachte dood van zijn levensgezel Thomas Lee Bridegroom (1982-2011) beschreef. In tegenstelling tot de familie van Crone, waar warmte heerste en de geaardheid van Crone werd geaccepteerd, stond de familie van Bridegroom afwijzend tegenover homoseksualiteit. Sommige familieleden gingen zo ver dat ze Bridegroom met fysiek geweld dreigden en Crone er van beschuldigden dat hij van Bridegroom een homo had "gemaakt".     
Bridegroom overleed in mei 2011 nadat hij van het dak van een vier verdiepingen tellend gebouw viel, terwijl hij een fotoreportage maakte van een vriendin. Bridegroom en Crone hadden toen al zes jaar een relatie, ze woonden samen en waren van plan te trouwen zodra het homohuwelijk in Californië zou worden gelegaliseerd (de eerste homohuwelijken in de staat Californië werden in 2013 voltrokken). Wat na Bridegroom's noodlottige overlijden volgde waren uitsluiting van Crone bij de voorbereidingen van de begrafenis en dreigementen van de kant van Bridegroom's familie als Crone de begrafenis van zijn levenspartner zou bijwonen. In de rouwbrief en tijdens de plechtigheid werd Crone doodgezwegen. Ook werd Crone in het ziekenhuis de toegang tot de kamer van zijn levenspartner geweigerd, omdat hij niet als partner van Bridegroom werd erkend en er slechts familieleden mochten worden toegelaten.    
Crone plaatste met It Could Happen to You op YouTube een vurig pleidooi voor gelijke rechten van LHBT's en al snel na de release behoorde zijn pleidooi tot de meest bekeken video's op het kanaal. Crone was aangenaam verrast door de positieve ontvangst van de video en vertelde RadarOnline.com dat hij de video had gemaakt als een vorm van rouwverwerking en om een positieve verandering voor paren van hetzelfde geslacht in de Verenigde Staten te bewerkstelligen.

## Bridegroom
Bridegroom is een documentaire van de producent Linda Bloodworth-Thomason over de relatie van Crone en Bridegroom en de problemen die Crone ondervond nadat zijn vriend verongelukte. De documentaire ging op 23 april 2013 in première op het Tribeca Film Festival. De voormalige Amerikaanse president Bill Clinton kondigde de documentaire op het festival in lovende woorden aan. Bridegroom won op het festival de publieksprijs voor de categorie non-fictie en kreeg in de pers lovende kritieken.